# Sé Catedral de Nossa Senhora da Graça de São Tomé
Sé Catedral de Nossa Senhora da Graça de São Tomé is een 16e-eeuwse rooms-katholieke kathedraal in de Santomese hoofdstad Sao Tomé. Het is de belangrijkste kerk in het direct onder het Vaticaan vallende bisdom Sao Tomé en Principe.
Bij de volkstelling van 2001 bleek 70,3% van bevolking van Sao Tomé en Principe rooms-katholiek, hoewel dat percentage waarschijnlijk nog een stuk hoger ligt.